# Reinsvoll (przystanek kolejowy)
Reinsvoll – kolejowy przystanek osobowy w Reinsvoll, w regionie Oppland w Norwegii, jest oddalony od Oslo Sentralstasjon o 106,65 km. Jest położony na wysokości 356,1 m n.p.m. Dawny węzeł kolejowy z odnogą do Skreia.

## Ruch pasażerski
Leży na linii Gjøvikbanen. Jest elementem  kolei aglomeracyjnej w Oslo - w systemie SKM ma numer  300.  Obsługuje Oslo Sentralstasjon, Gjøvik. Pociągi w obie strony odjeżdżają co dwie godziny. 

## Obsługa pasażerów
Parking na 25 miejsc,przystanek autobusowy. Odprawa podróżnych odbywa się w pociągu.